# Kisrencehínárok
Magyarország vízi növénytársulásainak rendszertani felosztásában a kisrencehínárok társulásosztályának (Utricularietea intermedio-minoris Den Hartog & Segal, 1964) jellegzetesen boreális, Magyarországon reliktum jellegű, igen ritka növénytársulásai a nagyon kevés tápanyagot tartalmazó, extrém savanyú vizekben, a tőzegmohás ingólápok mélyedéseiben kialakuló igen kicsiny vízterekben nőnek. Ezek a pionír társulások a disztróf lápok feltöltődésének egy korai szakaszában alakulhatnak ki.
A társulások jellegzetesen kétszintűek: vízzel borított mohaszőnyegből és fölötte lebegő rencehínárból állnak. A mohagyepben:
- tőzegmoha; Magyarországon elsősorban a keskenylevelű tőzegmoha (Sphagnum cuspidatum) vagy
- forráslápi mohák:
  - skorpiómoha (Scorpidium scorpioides),
  - Calliergon spp.,
  - sarlósmoha (Drepanocladus spp.)

nőnek.
A lebegő rencehínár fő fajai a lápi rence (Utricularia bremii) és a kis rence (Utricularia minor). 

## Magyarországon előforduló társulásaik
Az osztálynak Magyarországon egy rendje (kisrencehínáros, Utricularietalia intermedio-minoris Pietsch 1965), annak egy csoportja (tőzegmohás rencehínárok, Sphagno-Utricularion Müll. & Görs 1960) fordul elő két társulással:
- békabuzogányos kisrencehínár (Sparganio minimi-Utricularietum intermediae R. Tx. 1937),
- tőzegmohás rencehínár (Aldrovando-Utricularietum minoris Borhidi 1996).